# مجلس الشيوخ (هولندا)
مجلس الشيوخ هو مجلس الشيوخ في البرلمان الهولندي ، والولايات العام . تأسست في عام 1815، عندما ظهرت هولندا وبلجيكا كدولة واحدة في نهاية الحروب النابليونية ، واستمرت بعد الانفصال البلجيكي في عام 1830.
يضم حاليا 75 عضوا ينتخبون من قبل أعضاء من اثني عشر الولايات مقاطعة (مجالس المحافظات) كل أربع سنوات. على عكس مجلس النواب سياسيا أكثر أهمية من النواب، تجتمع يوم واحد فقط في الأسبوع. تميل إلى أن تكون أعضائها السياسيين المخضرمين السياسيين أو لجزء من الوقت على المستوى الوطني، في كثير من الأحيان وجود أدوار أخرى . لها الحق في قبول أو رفض المقترحات التشريعية، ولكن ليس تعديلها أو الشروع في التشريع. ويتم انتخاب أعضاء مجلس الشيوخ بشكل غير مباشر من خلال الولايات مقاطعة، والذي بدوره ينتخب من قبل الشعب من هولندا مرة كل أربع سنوات . عمل الولايات مقاطعة في نفس الطريقة كما في مجلس النواب. بعد انتخابات الولايات مقاطعة، وعضوية الجديدة ينتخب الشعب لشغل مقعد في مجلس الشيوخ.

## وصلات خارجية
- (بالإنجليزية) Senate
- (بالهولندية) Senate